# Passiflora coccinea
Passiflora coccinea Aubl. – gatunek rośliny z rodziny męczennicowatych (Passifloraceae Juss. ex Kunth in Humb.). Występuje naturalnie w Kolumbii, Wenezueli, Gujanie, Surinamie, Gujanie Francuskiej, Ekwadorze, Peru, Boliwii oraz Brazylii (w stanach Acre, Amazonas, Amapá, Pará, Rondônia, Roraima, Bahia, Piauí i Mato Grosso). 

## Morfologia
PokrójZdrewniałe, trwałe, owłosione liany.
LiściePodłużnie owalne lub prawie zaokrąglone, sercowate u podstawy. Mają 6–20 cm długości oraz 3–11 cm szerokości. Ząbkowane lub z drobnymi, zaokrąglonymi ząbkami, ze spiczastym lub ostrym wierzchołkiem. Ogonek liściowy jest owłosiony i ma długość 35 mm. Przylistki są liniowe, mają 4–10 mm długości.
KwiatyPojedyncze lub zebrane w pary. Działki kielicha są liniowo lancetowate, czerwone, mają 3–5 cm długości. Płatki są liniowe, czerwone, mają 3,5–4 cm długości. Przykoronek ułożony jest w dwóch rzędach, czerwono-biało-różowawe, ma 8–14 mm długości.
OwoceSą prawie kulistego lub jajowatego kształtu. Mają 5–7 cm długości i 3–4 cm średnicy.

## Biologia i ekologia
Występuje w lasach, na sawannach, nieużytkach oraz wśród roślinności krzewiastej na wysokości do 1300 m n.p.m.